# Kaliumbismutat
Kaliumbismutat, KBiO3 ist eine anorganische chemische Verbindung des Kaliums aus der Gruppe der Bismutate.

## Gewinnung und Darstellung
Kaliumbismutat lässt sich durch die Oxidation von Bismut(III)-nitrat in Kalilauge synthetisieren.
Es kann auch durch die Elektrolyse von Bismut(III)-oxid in geschmolzenem Kaliumhydroxid gewonnen werden.

## Eigenschaften
Das Salz kristallisiert in einem kubischen Kristallsystem. Es besitzt die Raumgruppe Im3 (Raumgruppen-Nr. 204) mit der Gitterkonstante a = 10,0194 Å. Es ist isostrukturell zu Kaliumantimonat KSbO3.